# ليه غريفين
ليه غريفين (بالإنجليزية: Les Griffin)‏ هو لاعب دوري الرغبي أسترالي، (و. 1907 – 1985 م).